# Guide des égarés
Pour le livre de Jean d'Ormesson, voir Le Guide des égarés.

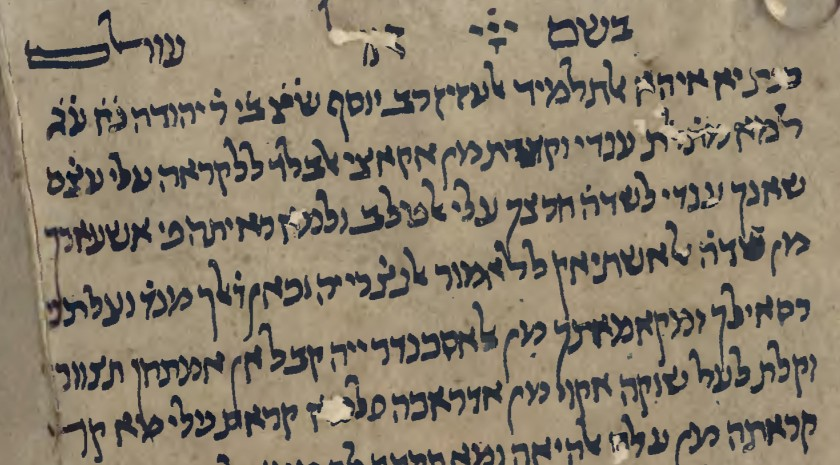
Manuscrit en judeo-arabe du Guide des perplexes, Yémen,.

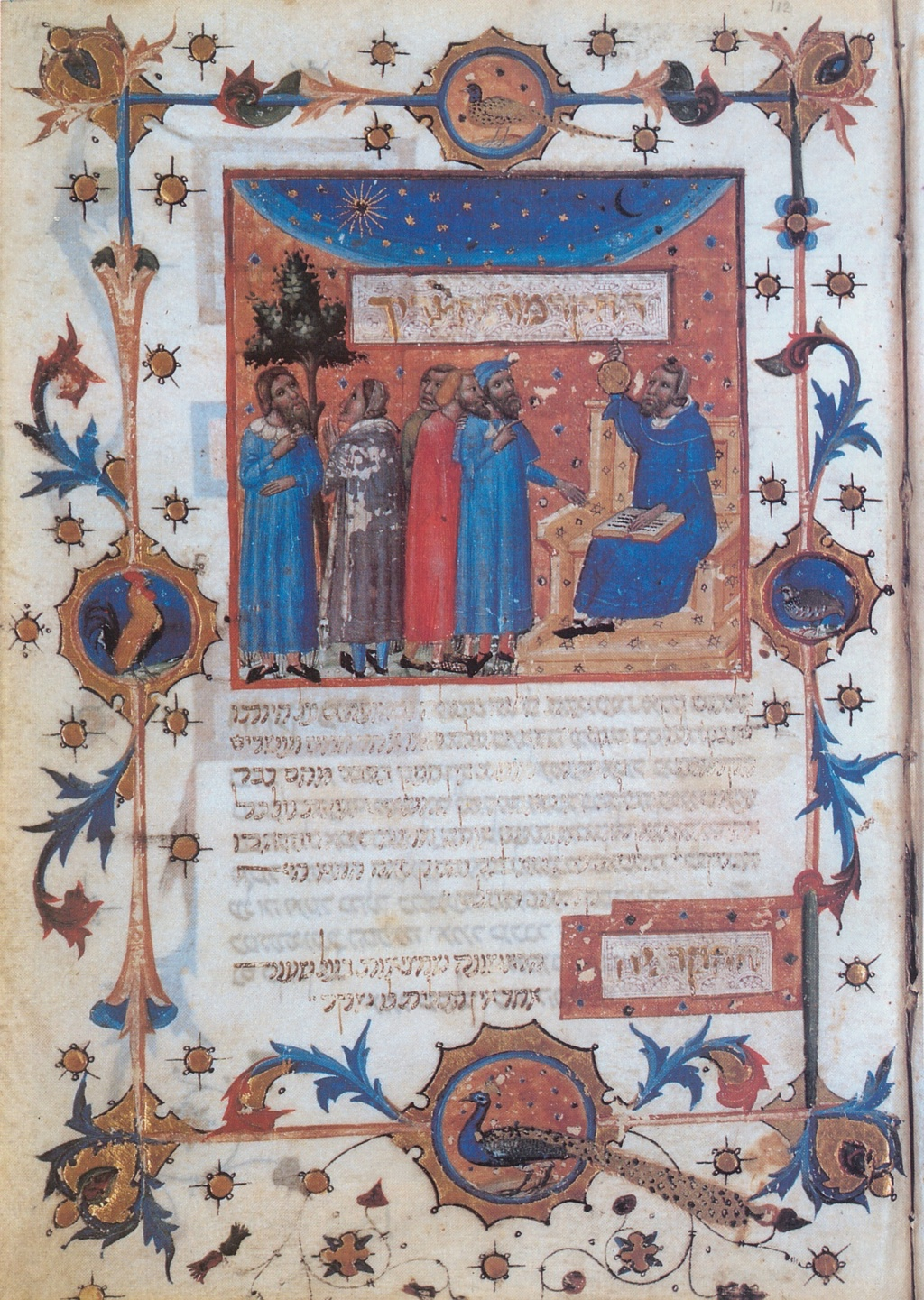
Le Guide des égarés. Manuscrit du XIVe siècle.

Le Guide des égarés (judéo-arabe : דלאלת אלחאירין, arabe : دلالة الحائرين (dalālat al-ḥā’irīn)  « Guide pour ceux qui cherchent la voie », traduit par Samuel ibn Tibbon en hébreu : מורה נבוכים (morê neḇûḵim) morè nevoukhim) est l’œuvre théologique majeure de Moïse Maïmonide (1135-1204), considéré comme le philosophe juif le plus marquant du Moyen Âge. Il a été rédigé autour de 1190 en judéo-arabe utilisant l’alphabet hébreu.
Le Guide des égarés a influencé toute la pensée philosophique juive ultérieure, qui s’y est constamment référée. Il est de même très présent dans les écrits chrétiens des penseurs médiévaux, que ce soit Thomas d'Aquin ou Maître Eckhart. Il était tenu en grande estime dans l'Université médiévale. Il est souvent considéré comme l’œuvre philosophique juive la plus importante de tous les âges.

## Contenu
L'auteur s'adresse à l'un de ses disciples, Joseph ben Iehouda (en). 
L’objet originel de l’œuvre est de résoudre la difficulté qui se présente à l’esprit d’un juif croyant et savant, entre interprétation philosophique et interprétation théologique de la Torah. En effet, selon l'interprétation ésotérique ou exotérique qui en est faite, les analyses résultantes peuvent, a priori, paraître contradictoires. Maïmonide a réussi à expliquer les anthropomorphismes bibliques, à dégager la signification spirituelle cachée derrière les significations littérales et à montrer que le spirituel était la sphère du divin. Le Guide représente une explication philosophique des écritures, une « science de la loi ». Il vise à sortir de son embarras celui qui éprouve de la perplexité devant certains énoncés bibliques lorsqu'ils sont pris au sens littéral. 
Maïmonide rend connaissables, en termes d’expérience positive, Dieu, le prophétisme, la nature du mal, la divine providence, la nature de l’homme et de la vertu morale, la loi de Moïse, l’eschatologie, etc. Il élucide aussi de très nombreux passages, d’abord obscurs, des Écritures.

### Influences
On trouve dans cette œuvre l'influence du Mizan al-'Amal (Critère de l'action) d'Al-Ghazali.[réf. nécessaire] On y rencontre surtout de nombreuses références à Aristote, que l'auteur connaît par l'intermédiaire d'Avicenne et de son contemporain Averroès, dont il découvre l'œuvre en 1190, et dont il recommande la lecture à son traducteur Samuel Ibn Tibbon. Des philosophes arabes hellénisants, Avicenne et surtout al-Farabi,, il retient l'idée d'une série d'« Intelligences séparées », immatérielles, créées par Dieu et associées aux sphères célestes. De même que les falasifa les identifient aux jinns du Coran, il les identifie aux anges évoqués par la Bible,. On retrouve aussi sous sa plume la distinction entre l'essence et l'existence, qui ne coïncident qu'en Dieu,. En revanche, il ne suit plus al-Farabi quant à l'idée que de l'Un ne peut naître que l'unité : pour Maïmonide, une essence une et indivisible peut produire des actions diverses. Il n'admet pas non plus la doctrine de l'éternité du monde: il est pour lui impossible de démontrer ni que le monde est sans commencement ni qu'il a été créé. Il reprend la théorie de l'intellect d'Aristote, en suivant le commentaire d'Alexandre d'Aphrodise, et la distinction entre intellect en puissance et intellect en acte. Il prend soin de démontrer que l'acte d'intellection, en Dieu, n'introduit aucune multiplicité puisque, conformément à une idée d'Aristote, l'intellect en acte ne fait qu'un avec son objet. Dieu étant toujours intellect en acte, en lui l'intelligence et l'intelligible ne font qu'un, son unité n'est pas compromise. 
Il retrouve, dans le récit de la Genèse, les principes de la physique d'Aristote, qu'il désigne comme « le prince des philosophes. » Maïmonide s'adresse à un lecteur « qui a étudié la philosophie et qui a acquis des sciences véritables, mais qui, croyant aux choses religieuses, est troublé au sujet de leur sens. » C'est pourquoi l'auteur cherche à montrer que, à condition de ne pas s'en tenir à leur sens littéral, les énoncés bibliques sont semblables à ceux de la philosophie aristotélicienne. 
Il partage avec Averroès le souci de ne pas dévoiler le sens véritable des énoncés révélés à des esprits qui n'y sont pas préparés (Guide, ch. XXXIII et Discours décisif § 46 et 56). L'étude de la métaphysique doit être précédée de celle des sciences - logique, mathématique et physique, dans cet ordre (Guide, ch. XXXIV). Ces sciences sont indispensables à la pratique de la philosophie. Voilà une différence majeure avec al-Ghazali, qui hiérarchise les sciences en sciences profanes et sciences religieuses. L'imam ne condamne pas la pratique des premières, auxquelles il reconnaît une utilité pratique. Mais pour lui les sciences véritables sont celles de la religion. L'étude des sciences profanes n'est pas indispensable. 
Il inscrit sa démarche herméneutique dans la continuité de celle d'Onkelos le prosélyte, qu'il cite explicitement pour avoir, avant lui, cherché à dissiper toute lecture anthropomorphique de la Bible. 

## Diffusion
Le Guide, rédigé en langue arabe vers 1190 a été traduit plusieurs fois en hébreu, d'abord par Samuel Ibn Tibbon, un contemporain de Maïmonide. La traduction est achevée sous le titre Môré Nebûkhîn en 1204, l'année de la mort de Maïmonide. Ensuite par Juda al-Ḥarizi. Peu après, il a fait l'objet de plusieurs traductions plus ou moins complètes en latin et a été diffusé dans les milieux chrétiens, étant utilisé par des auteurs tels que Thomas d'Aquin, Ramon Marti ou Maître Eckhart.  Deux brefs extraits ont d'abord été diffusés : le Liber de parabola et le Liber de Uno Deo Benedicto. Vers 1242/44, à l'époque même des brûlements du Talmud en France, est paru le Dux neutrorum, établi à partir de la seconde traduction hébraïque de Juda al-Charisi. C'est cette version qui a été imprimée en 1520 par l'humaniste Jodocus Ascensius Badius (sous le titre de Dux perplexorum), reproduite en facsimilé en 1964 et 2005. En 1629 Johann Buxtorf le Jeune fait paraître une nouvelle traduction latine intégrale, toujours à partir de la version hébraïque.
Il faut attendre 1856 pour que Salomon Munk édite une version en français à partir des manuscrits en arabe.

## Dans la culture

### Littérature
- En 2016, Jean d'Ormesson fait un clin d'œil homonymique avec son livre Le Guide des égarés.